# Кастањола (Ђенова)
Кастањола је насеље у Италији у округу Ђенова, региону Лигурија.
Према процени из 2011. у насељу је живело 53 становника. Насеље се налази на надморској висини од 305 м.